# Tempio Pausania
Tempio Pausania (sardisk: Tèmpiu) er en by og en kommune (comune) i provinsen Sassari i regionen Sardinien i Italien. Byen ligger i 566 meters højde og har 14.159 indbyggere (2016). Kommunen har et areal på 210,82 km² og grænser til kommunerne Aggius, Aglientu, Arzachena, Berchidda, Bortigiadas, Calangianus, Erula, Luogosanto, Luras, Oschiri, Palau, Perfugas, Santa Teresa Gallura og Tula.